# Deltote uniformis
Deltote uniformis là một loài bướm đêm trong họ Noctuidae.